# Лок-Штендаль (футбольный клуб)
1. ФК Лок Штендаль (нем. 1. FC Lok Stendal) — германский футбольный клуб, который играет в Штендале, Саксония-Анхальт.

## История
ФК «Виктория Стендаль», основанная в 1909 году, была распущена после Второй мировой войны и воссоздана в советской оккупационной зоне Германии в 1945 году под названием «СГ Стендаль-Норд». Клуб претерпел ряд изменений в быстрой последовательности. В 1948 году он был переименован в Blau-Weiss Stendal, а затем в апреле 1949 года в SG Eintracht Stendal. К концу года Eintract был объединен с двумя железнодорожными ветками — BSG Reichsbahn Stendal и BSG RAW Stendal — и в декабре на короткое время появился как SG Hans Wendler Stendal. Практика чествования промышленности в рабочем государстве путем переименования футбольных клубов была распространена в Восточной Германии. Ханс Вендлер был инженером, который разработал метод использования пыли из обильных запасов низкосортного бурого угля в стране для топлива старых локомотивов, и поэтому на короткое время был удостоен чести назвать одну из футбольных команд, спонсируемых железной дорогой, названной в его честь. В 1950 году команда была окончательно названа BSG Lokomotive Stendal.
Лок провел большую часть 1950-х и 1960-х годов в высшем дивизионе DDR-Oberliga. Тем не менее, они постоянно находились в нижней части таблицы, и их лучшим результатом на этом уровне было четвертое место. В 1968 году они попали во вторую лигу ГДР, где отыграли 1970-е и начало 1980-х годов. Большая часть оставшейся части 1980-х прошла в соревнованиях третьего и четвертого дивизионов.
После воссоединения Германии в 1990 году клуб изменил свое название на FSV Lok Altmark Stendal, а после года в переходной лиге Lok Altmark был посеян в третий уровень NOFV-Oberliga Mitte, а с 1994 по 2000 год — в Regionalliga Nordost. Команда успешно выступила в Кубке Германии 1995 года, дойдя до четвертьфинала, где команда Бундеслиги «Байер Леверкузен» реализовала пенальти.
С новым тысячелетием клуб перешел в NOFV-Oberliga Nord (VI), а к 2002 году они обанкротились и дрейфовали. Союз с небольшим местным клубом 1. FC Stendal принес им новый старт в Verbandsliga Sachsen-Anhalt (VI с 2008 года, ранее V), где они играют сегодня.

## Достижения

### Награды клуба

#### Олимпия-Покаль
- Второе место: 1964 г.

#### Кубок Саксонии-Анхальт
- Победители: 1992, 1995, 1996 гг.
- Второе место: 1998, 2003 гг.